# Serge Cabana
Pour les articles homonymes, voir Cabana.
Serge Cabana, né en 1948 au Québec et mort le 26 avril 2024, est un communicateur, un essayiste et un formateur québécois.
Il mène depuis plus de 30 ans une carrière en relations publiques et en communications. Détenteur d’une maîtrise en service social de l’Université de Sherbrooke, il anime divers cours et ateliers de formation en communication sur les campus et dans les entreprises.

## Biographie
Serge Cabana est né en 1948 à Sherbrooke, Québec, et décédé le 26 avril 2024 à Longueuil, Québec.
Sa carrière en communication débute à Sherbrooke dans diverses organisations. Directeur du Conseil régional des communications de l'Estrie (CRCE), il obtiendra du CRTC le premier permis de diffusion de CFLX (95,5), la radio communautaire de la région  (1980). Il quittera ensuite pour Montréal avec sa famille.
Considéré comme l’un des pionniers des communications environnementales, il a développé une approche originale en termes de gestion du syndrome Pas Dans Ma Cour (PDMC) qu'il considérait comme un phénomène souvent justifié dans une société démocratique. Il a partagé ses idées dans divers écrits et sur plusieurs forums,. Notamment en travaillant au siège social d'Hydro-Québec (conseiller sénior) pendant une dizaine d'années, puis chez National (vice-président/Environnement) avant de fonder son propre cabinet (Cabana-Fortin Conseil), puis d’assumer présidence et direction générale de la Grappe des industries de l’environnement du Québec.
Actif dans le milieu universitaire, il a assumé diverses charges de cours en communications  dans le réseau des universités québécoises. À la direction des communications à l’Université du Québec (siège social), il a piloté l'équipe chargée de la conception de la "Place de l'Université du Québec" (avec la Ville de Québec et la Commission de la Capitale nationale), jouxtant les Jardins Saint-Rock à Québec  (2003). En tant que directeur des communications à l'Université de Sherbrooke il a dirigé la conception et la réalisation du nouveau rituel de collation des grades (2006).
Il a signé plusieurs reportages pour des médias tels que le Mainmise, Perspectives, L’Actualité, Forces et la Société Radio-Canada. Serge Cabana est aussi auteur : il a publié en 2011, aux éditions de l’Homme un essai intitulé Babyboomerang qui traite du retour des baby-boomers idéalistes, puis en 2017, Le Pari québécois chez Québec Amérique, et Qui me dira la vérité? chez Sapiens Éditeur en 2022. On le retrouve également sur le site web Les repères de Languirand, dans des chroniques intitulées « Changement personnel et changement social ».

## Idées
Dans sa pratique professionnelle et comme chargé de cours, Serge Cabana a développé une approche singulière des communications en tant qu'outil de gestion de la participation publique, qui doit être intégrée dans tout projet de développement. Bien gérée, grâce à la transparence, à la consultation et à la concertation, la participation publique peut atténuer les phénomènes de résistance sociale, tout en bonifiant les projets à impacts sociaux ou environnementaux. Son approche s'inspire également de l'analyse transactionnelle et de sa recherche de scénarios gagnant/gagnant.
Ses essais et chroniques sont marqués par le sentiment d'une crise civilisationnelle imminente pouvant toutefois se transformer en Néo-Renaissance si l'humanité atteint la masse-critique nécessaire pour que la conscience holistique émergente devienne dominante. On retrouve ces notions dès son premier essai - Babyboomerang (2011) - où il propose une grille d'analyse de l'évolution de la génération des Baby-Boomers en trois phases : la période Drop-Out (sortie du système/hippies -1960), suivie de celle du Drop-In (réintégration du système pour le changer de l'intérieur -1980) et complétée par celle du Drop-It (retour à ses valeurs, transmission de son expérience et révolution de la vieillesse).
Dans son deuxième essai - Le Pari Québécois (2017) - il entrevoit une possible Néo-Renaissance si le Québec arrête de dilapider l'héritage de la Révolution tranquille (protection de la langue, accès généralisé à l'éducation et aux soins de santé, prospérité pour tous et modernisation de l'appareil d'état. Le Québec doit mettre de côté  son obsession indépendantiste, le temps de se concentrer sur sa vision d'un Québec ouvert, sorti du néo-libéralisme économique et empruntant la voie du développement durable. Il propose un grand chantier de réflexion qui culminerait par la tenue d'un référendum social., le statut politique étant relayé au second plan, à titre de moyen et non de fin en soi.
Dans un style tenant de la chronique et du pamphlet, l'essayiste propose dans son troisième essai - Qui me dira la vérité? (2023) - une analyse macroscopique de l'actualité pour nous révéler le portrait d'une civilisation occidentale en train de perdre ses repères. L'ère post-vérité dans laquelle il nous plonge a de quoi inquiéter. Des solutions existent, pourtant, qui pourraient mettre un terme à ces guerres où chaque camp demeure convaincu de sa position morale.

## Publications
Il a publié 3 essais:
- Le Pari Québécois Heureux mais sans projet... Le Québec peut-il rêver mieux? Québec Amérique, 2017, 195 p.
- Babyboomerang Le retour des baby-boomers idéalistes sur la scène sociale. Les Éditions de l'Homme, 2011, 234 p.
- Qui me dira la vérité? Complotisme, populisme et guerres culturelles. Les fausses nouvelles menacent nos démocraties. Sapiens Éditeur, 2022, 291 p.
Il a également collaboré à la rédaction de 3 ouvrages:
- Innovation en éducation au Québec, sous la direction de Roger A. Cormier, Marlène Gagnon, Presses de l'Université du Québec. 1986, 254 p.
- Changer de société Déclin du nationalisme, crise culturelle, alternatives sociales au Québec, sous la direction de Serge Proulx et Pierre Vallières, Québec Amérique, 1982, 298 p.
- L'Orgasme au masculin, sous la direction de Bruno Boutot, L'Aurore/Univers, 1980, 190 p., Le Jour Éditeur (Sogides), 1982.

## Sources
- Université de Sherbrooke
- Les Éditions de l'Homme
- Le Devoir
- Institut économique de Montréal
- Québec Amérique [12]
- Sapiens Éditeur